# Gehyra papuana
Gehyra papuana là một loài thằn lằn trong họ Gekkonidae. Loài này được Meyer mô tả khoa học đầu tiên năm 1874.